# Alczyk
Alczyk, traczyk, traczyk lodowy (Alle alle) – gatunek małego ptaka z rodziny alk (Alcidae), jedyny przedstawiciel rodzaju Alle. Najmniejszy przedstawiciel rodziny alk zamieszkujący regiony nearktyczne i palearktyczne. Nie jest zagrożony wyginięciem.

## Zasięg występowania
Alczyk występuje w zależności od podgatunku:
- A. alle alle – wschodnia część Ziemi Baffina przez Grenlandię i Islandię do Jan Mayen, Spitsbergenu, Wyspy Niedźwiedziej i Nowej Ziemi.
- A. alle polaris – Ziemia Franciszka Józefa, być może podgatunek ten występuje w regionie ciągnącym się od Ziemi Północnej na wschód aż do Morza Beringa (Little Diomede Island, być może także Wyspa Świętego Wawrzyńca, King, Wyspa Świętego Mateusza oraz Wyspy Pribyłowa).

Zimuje głównie w nisko położonych wodach arktycznych od Ławicy Nowofundlandzkiej na wschód do północnej części Atlantyku i do północnej Norwegii; regularnie zalatuje do południowej części stref borealnych i do Scotian Shelf oraz zatoki Maine i na wschód do północnej Szkocji i Morza Północnego, rzadko widywany dalej na południe. Zabłąkane osobniki widywane były w Austrii, Czechach, Finlandii, na Gibraltarze, we Włoszech, Litwie, Malcie, Polsce i na Ukrainie.
W Polsce bardzo rzadki (do 2021 stwierdzony jedynie 14 razy), zalatuje na przybrzeżne wody, ale sporadycznie obserwowany też w interiorze, na przykład w listopadzie 2009 na Kanale Żerańskim. Ostatnio obserwowany na wodach Zatoki Gdańskiej w Babich Dołach w 2011.

## Taksonomia
Gatunek po raz pierwszy zgodnie z zasadami nazewnictwa binominalnego opisał szwedzki przyrodnik Karol Linneusz w 1758 roku w 10. edycji Systema Naturae, nadając mu nazwę Alca Alle. Jako miejsce typowe Linneusz wskazał „ocean arktyczny Europy i Ameryki” (łac. Habitat in Europæ, Americæ arcticæ oceano); później miejsce typowe zostało ograniczone do Szkocji. Podgatunek polaris opisał po raz pierwszy brytyjski kontradmirał J.H. Stenhouse w 1930 roku w czasopiśmie „The Scottish Naturalist”. Jako miejsce typowe Stenhouse wskazał Cape Flora i Cape Saulen, na Ziemi Franciszka Józefa. Jedyny przedstawiciel rodzaju Alle opisanego przez Johanna Heinricha Friedricha Linka w 1806 roku.
Zwykle gatunek ten traktowano jako takson polifiletyczny, ale zebrane dowody są niekompletne i zachodzi potrzeba dalszych badań. Status populacji rozmnażających się na Ziemi Północnej, Wyspach Nowosyberyjskich i nad Morzem Beringa jest niepewny. Istnieją znaczne różnice w wielkości pomiędzy podgatunkami, ale w mitochondrialnym DNA lub w mikrosatelitach nie stwierdzono żadnych różnic genetycznych. Wyróżniono dwa podgatunki.

### Etymologia
Nazwa rodzajowa (i epitet gatunkowy) według BOU (1915) pochodzi od lapońskiego słowa Allē oznaczającego kaczkę lodówkę. Według innych źródeł jest nazwą dźwiękonaśladowczą w języku szwedzkim nawiązującą do nawoływania samca lodówki brzmiącego jak „a-AU-li” lub podobnie lub lokalną szwedzką nazwą z Olandii odnoszącą się do nurnika zwyczajnego.

## Morfologia

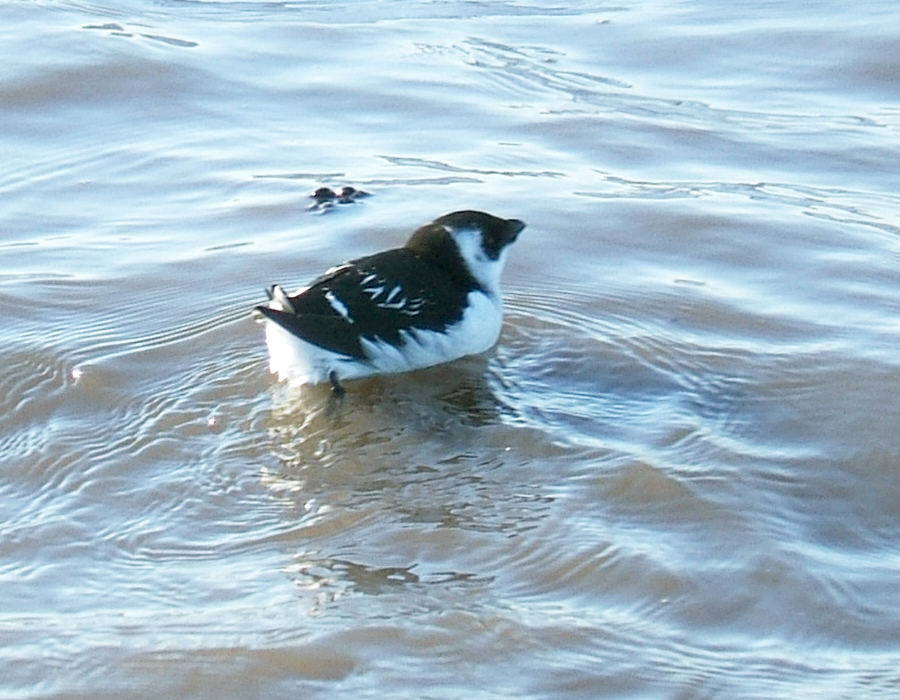
Szata spoczynkowa

Długość ciała wynosi 17–19 cm, masa ciała 140–192 g, rozpiętość skrzydeł 40–48 cm. Najmniejszy z alk, wielkością dorównujący szpakowi (Styrnus vulgaris). Z bliska łatwy do rozpoznania, w locie może zostać pomylony z maskonurem (Fratercula arctica). Ptaki obu płci są ubarwione jednakowo. W szacie godowej upierzenie jest koloru czarnego z wyjątkiem białego brzucha i pokryw podogonowych, kilku jasnych piór na grzbiecie oraz białego paska na skrzydłach. W szacie spoczynkowej biała jest również pierś, szyja i gardło. Podgatunek polaris nie różni się ubarwieniem, ale jest ogólnie większy, włącznie z dłuższym dziobem i skrzydłami. Młode podobne są do dorosłych w szacie spoczynkowej, lecz są bardziej brązowe.

## Ekologia i zachowanie

### Siedlisko
Większość zimy alczyki spędzają na wodach północno-zachodniego Atlantyku. Gniazdują w koloniach na wybrzeżu, głównie na klifach i w piargach na stokach morskich. Tworzą największe kolonie ze wszystkich alkowatych. Są bardzo towarzyskie również poza okresem lęgowym. W okresie zimowym przebywa głównie na wodach pelagialnych, zwłaszcza w nisko położonych wodach arktycznych; często widywany na krach lodowych i w strefie borealnej.

### Pokarm
Żywi się głównie małymi bezkręgowcami, zwłaszcza widłonogami, obunogami i szczętkami, rzadziej dziesięcionogami i ślimakami; spożywa również larwy ryb, jednak podstawę ich diety stanowią planktonowe skorupiaki, widłonogi z rodzaju Calanus oraz obunogi; rodzice zapewniają młodym ptakom średnio 5–8 posiłków na dzień, każda o masie 3,0–3,8 g. Na kolonii Paakitsoq w północno-zachodniej Grenlandii, duży, bogaty w lipidy widłonóg z gatunku Calanus hyperboreus stanowił 80,7% wszystkich posiłków piskląt; drugim źródłem energii był C. glacialis stanowiący 15,6% składu diety.
Alczyk jest oportunistycznym gatunkiem, zwykle żerującym w odległości 100 km od kolonii, często znacznie bliżej; pokarm transportowany jest w worku skórnym. Nurkują zwykle przez 30 sekund lub mniej, w większości na głębokości mniejszej niż 20 m, chociaż rzadko zdarza im nurkować do 30 m. Dieta podczas zimy na północno-zachodnim Oceanie Atlantyckim składa się głównie z kryla północnego (Meganyctiphanes norvegica), również z obunogów z rodzaju Themisto i młodych gromadników (Mallotus villosus), natomiast widłonogi stanowią niewielki odsetek zdobywanego pokarmu.

### Lęgi

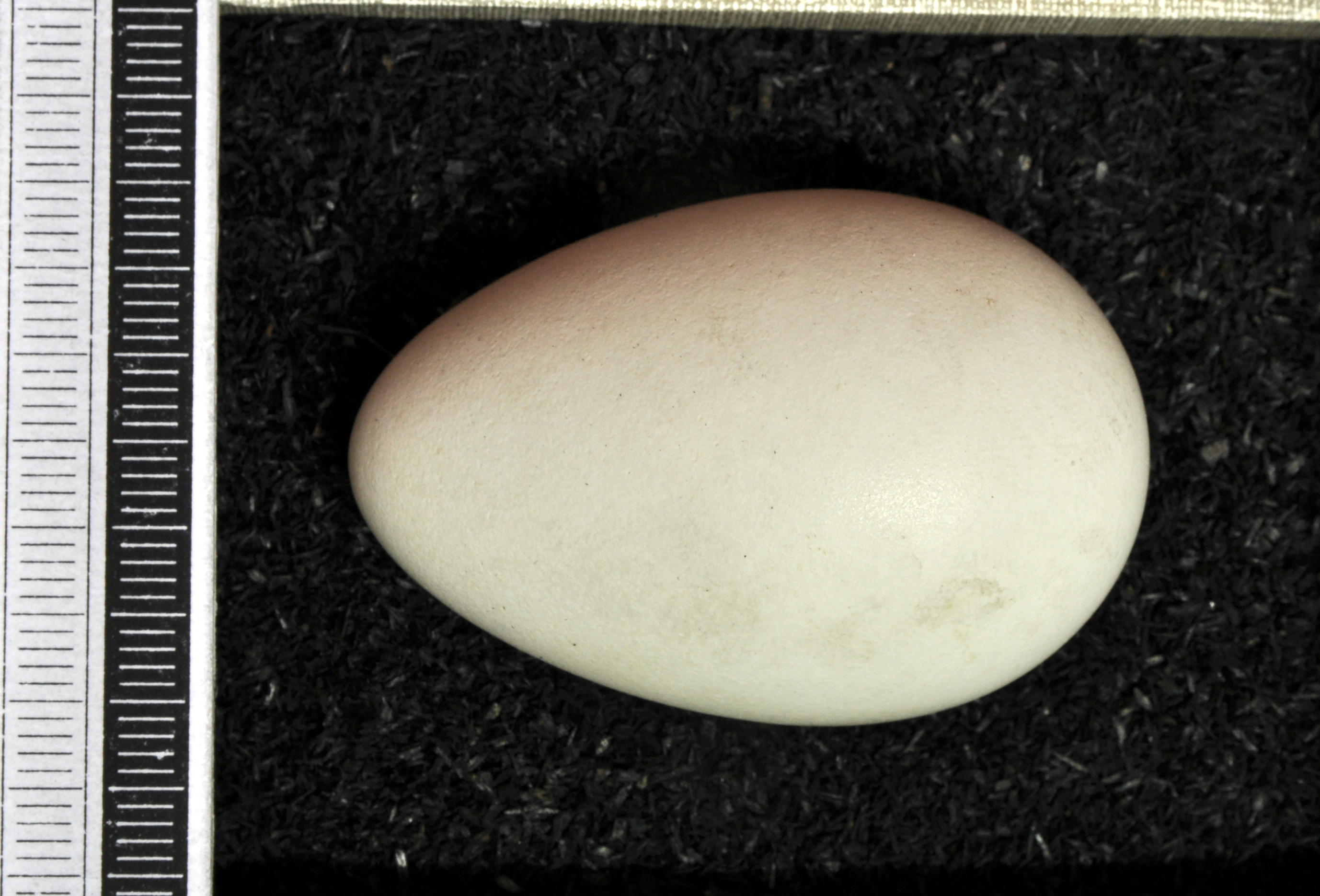
Jajo alczyka z kolekcji muzealnej

Do swoich kolonii alczyki powracają wiosną: od końca lutego do początku marca na Ziemi Franciszka Józefa, na początku kwietnia na Spitsbergenie, i na początku maja w północno-zachodniej Grenlandii. Gniazdo umieszczone jest w zagłębieniu w klifie, nunataku albo zboczu góry. Jest to kupka usypana z kamieni lub żwiru z fragmentami roślinności. W zniesieniu znajduje się 1 jajo. Inkubacja trwa średnio 29 dni (28–31), jaja są wysiadywane w równym stopniu przez obie płci. Pisklę, pokryte puchem, jest prawie czarno-brązowe z bledszym brzuchem, przy ciężarze 21 g są pół-zagniazdownikami. Młode są pod stałym nadzorem w gnieździe przez 2–4 dni nim osiągną zdolność samodzielnego utrzymywania ciepła. Są w pełni opierzone po 27–28 dniach życia i pozornie stają się niezależne, kiedy same wylatują w morze. Sukces hodowlany ze zmiennym powodzeniem, średnio z około 50–52% złożonych jaj wykluwają się pisklęta; większość strat podczas inkubacji jest spowodowana zaniedbaniem, przypadkowym stłuczeniem oraz drapieżnictwem ze strony lisów polarnych (Vulpes lagopus), mew, a nierzadko nawet niedźwiedzi polarnych (Ursus maritimus). Zdolność rozrodu uzyskują po 3 latach życia.

## Status i ochrona
Międzynarodowa Unia Ochrony Przyrody (IUCN) uznaje alczyka za gatunek najmniejszej troski (LC – Least Concern) nieprzerwanie od 1988 roku. Liczebność światowej populacji w 1996 roku szacowano na 16–36 milionów osobników, jednak późniejsze oszacowania liczebności populacji europejskiej wskazują, że gatunek ten może być znacząco liczniejszy. Globalny trend liczebności populacji uznawany jest za spadkowy, gdyż spada liczebność tego gatunku w Ameryce Północnej; trend liczebności populacji europejskiej nie jest znany (2015).
W Polsce podlega ścisłej ochronie gatunkowej.